# Мелбърн (Флорида)
Мелбърн (на английски: Melbourne) е град в окръг Бревард, Флорида, Съединени американски щати. Намира се на 85 km югоизточно от Орландо, на брега на Атлантическия океан. Основан е в края на 1860-те от бивши роби и е наречен на австралийския град Мелбърн. Населението му е 82 011 души (по приблизителна оценка от 2017 г.). Геогрофскитие му координати са 28,12° градуса северна ширина и 80,63° западна дължина. Областта е с големина от 91,9 квадратни километра. В града има 71 църкви на 21 различни кооперации.
В Мелбърн е роден музикантът Джим Морисън (1943 – 1971)-вокал на групата The Doors.